# Ferdinand III. Kastiljski
Ferdinand III. Kastiljski, imenovan tudi 'Sveti' (el Santo), kralj Kastilije (1217-1252) in Leona (1230-1252). Sin Berenguele, kraljice Kastilije in Alfonza IX., kralja Leona, je med svojo vladavino dokončno uspel združiti kastiljsko in leonsko krono, ki sta bili razdeljeni od časa Alfonza VII., kateri ju je pred svojo smrtjo razdelil med svoja dva sinova, Sancha in Ferdinanda.
Med njegovo vladavino so bila osvojena različna kraljestva – Jaensko (Reino de Jaén), Kordobsko (Reino de Córdoba), Seviljsko (Reino de Sevilla) in kraljestvo Badajoza (Reino de Badajoz), današnjo Extremaduro. Ob koncu vladavine Ferdinanda III. so bila v njegovi oblasti le še Niebelsko kraljestvo (v Andaluciji), Tejadsko (Reino de Tejada) in kraljestvo Granade (Reino de Granada). Ko je Ferdinand III. prevzel oblast v državi (1217), je bilo njegovo kraljestvo razširjeno na zgolj 150 000 kvadratnih kilometrih; ko je leta 1230 podedoval še leonski del, je s tem dodal novih 100 000 kvadratnih kilometrov, in si, s svojimi lastnimi napori in osvajanji, v prihodnosti priboril še dodatnih 120 000 kvadratnih kilometrov ozemlja.

## Biografija

### Družinski izvor
Sin Alfonsa IX. Leonskega in njegove druge žene, kraljice Berenguele Kastiljske, ter vnuk Ferdinanda II. Leonskega in kraljice Urrake Portugalske po očetovi strani, ter Alfonza VIII. in Leonor Plantagenetske po materini strani. 
V zakonu Ferdinandovih staršev se je rodilo 5 otrok: Leonor, ki je umrla kmalu po rojstvu; Costanza, ki je bila redovnica; Berenguela, ki se je poročila z Janezom Brienneškim, cesarjem Konstantinople; Ferdinand (III) in Alfonz Molinski, oče kraljice Marije Molinske, žene Sanča IV. Po očetovi strani je imel še dve sestri: Sancho in Dulce. 

### Otroštvo
Na območju Peleas de Arriba, med Zaragozo in Salamanco, je obstajal hostel, ki ga je ustanovil Martin Cid, kateri je nudil prenočišča vsem mimoidočim romarjem, ki so hodili po Vía de la Plata. V tem okolju se je rodil Ferdinand, medtem ko so njegovi starši taborili v gorah nekje med Salamanco in Zamoro. Kasneje je tu ustanovil samostan Svete Marije (el Monasterio de Santa María de Valparaíso).
Leta 1204 je papež Inocenc III. razveljavil zakon njegovih staršev, saj bi naj bila sorodstveno povezana. Ko so bila izčrpana vsa sredstva v boju proti papežu, se je Berenguela vrnila na dvor svojega očeta (Alfonza VIII Kastiljskega) z vsemi svojimi otroci, razen Ferdinanda, ki je ostal na dvoru svojega očeta, kralja Leona. 
Leta 1214 po zgodnji smrti kralja Alfoza VII. Kastiljskega, prestol prevzame njegov sin Enrique, voden s strani svoje matere, kraljice Berenguele, saj je bil še otrok. 
Álvaro Núñez de Lara se je polastil kraljeve oblasti in več gradov, zato je bila Berenguela prisiljena poiskati pomoč Gonzala Rodrígueza Giróna, gospodarja Frechille in kraljičinega majordoma, ter se zateči v grad v Palenciji. Čez čas je to območje zajel de Lara, zato je kraljica za pomoč prosila svojega sina. S pomočjo 1500 vojakov je prisilil de Laro v beg.

## Kastiljski kralj
Po zgodnji smrti Enriqueja bi oblast morala prevzeti Berenguela, ki pa se je bala starih sovražnikov njenega pokojnega moža, zato je oblast predala v roke Ferdinandu, da bi se obvarovala pred Laro. Kralj ji ni dovolil oditi. Ferdinandu je uspelo pobegniti in se ponovno srečati s svojo materjo, ki ga je razglasila za kralja Kastilije 10., oziroma 14. junija 1217. Uradno so ga okronali v Valladolidu 2., oziroma 3. julija.
 Álvaro Núñez  de Lara je postal višji pomočnik Kastilije, kar je odobril Alfonz IX. Leonski. Ferdinand in njegova mati bi se naj umaknila v Burgos. Temu so sledili razni napadi na območja blizu Valladolida s strani Alfonza IX. Ferdinand se ni boril proti svojemu očetu, ampak mu je poslal sporočila, da bo v času njegovega kraljestva Kastilija zavetnica kraljestva, in, čeprav se Alfonz IX. sprva na to ni odzval, se je počasi umaknil v León, utrujen od napadov. 26. avgusta 1218 so podpisali Pacto de Toro, ki bi naj končal to situacijo. Alfonzu je bil poplačan dolg, ki mu ga je dolgoval prejšnji kralj Enrique.
Leta 1219 je na dvor Friderika II. Nemškega prišla španska delegacija, vodena s strani Mauricija, škofa iz Burgosa. Prišli so v francosko mesto Haguenau, kjer bi naj izvedli poroko med njegovo četrto hčerko, Beatriz de Suabio s Ferdinandom III. Ferdinand ji je kot doto podaril vile, gradove in kraljevske pravice do več mest. 27. novembra je bil Ferdinand imenovan za viteza v samostanu Svete Marije, kjer so mu predali njegov meč. 30. novembra so v istem mestu praznovali poroko v katedrali.

### Prve kampanje v Andaluziji
Kot rezultat notranjih problemov almohadskega cesarstva je le to začelo razpadati. Smrt Almohada Yusufa II. leta 1224 je povzročila, da so se dogodki začeli pospeševati, zaradi česar so bile uvedene lokalne dinastije; v primeru Al Andaluza, so na različnih lokacijah guvernerji začeli razglašati neodvisnost od almohadskega vpliva, kar je storil tudi guverner Murcie, ki je ustvaril svoje lastno kraljestvo. To kraljestvo ni bilo priznano s strani mnogih magnatov, tako iz Andaluzije, kot iz Afrike. Drugi guvernerji, kot Alhamar Seviljski, Zayyan iz Valencije in Mahfuz iz Nieble so razglašali neodvisnost kraljev. Ko je ta potoval v Afriko, da bi ga razglasili za cesarja, je drugi snubec, Al-Bayyasi (nekdanji guverner Seville) bil priznan za kralja mesta Alto Guadalquivir. 
Leta 1224 je Ferdinand zapusti Toledo s kontingentom pomembnega moža iz Kastilije, s poveljnikom tako imenovanega Orden de Santiago, kateri se je kasneje priključil k Orden de Calatrava, voden s strani svojega poveljnika; usmerili so se proti Sierri Moreni in se osredotočili na Castillo de Baños, kjer jim je Al-Bayyasi predal ''parias'', davke, ki so jih kralji Taifas plačevali krščanskim kraljem. Potem je Ferdinand odkorakal proti mestu Quesada in drugim gradovom, katere je hitro osvojil. Kasneje je nadaljeval svoja osvajanja, in jim dodal še Kraljevino Jaen. Njegovo prijateljstvo z Al-Bayyasi-jem je bilo tako močno in trdno, da mu je slednji predal svojega prvorojenca, katerega je vzgojil v svoji družini. Prav tako ga je spremljal v njegovih osvajanjih po Andaluziji, za kar je prejemal tudi veliko častitljivih komentarjev. Ni z gotovostjo znano, ali se je Al-Bayyasi preusmeril v krščansko vero, ampak vse kaže, da je bilo tako. Kralj Valencie, Zayd Abu Zayd ni vedel, kako se odzvati na vsa ta dogajanja in spremembe, in njegov bratranec, Al-Bayyasi, ga je vztajno prosil, da bi postal Ferdinandov vazal, zato je odšel v Cuenco, kjer je bilo takrat kastiljsko sodišče in prisegel zvestobo kralju.
Čez nekaj časa je Ferdinand vodil ofenzivo proti trdnjavi Priego, v mestu Córdoba, katero je osvojil in nadaljeval svoj pohod proti mestu Loja, katerega je kasneje tudi osvojil. Za tem je osvojil tudi mesto Alhama, ki so jo njeni prebivalci zapustili v strahu pred kristjani. Tako so prišli do istega loga v Granadi, kjer so se s strahom, da jih doleti enaka usoda, kot na prejšnjih mestih, prebivalci pogodili s Ferdinandom in ponudili osvoboditev 1300 kristjanskih sužnjev, prav tako pa so ponudili tudi razveljavitev pogodbe, ki je prisiljevala Álvara Péreza de Castra k služevanju kralju Granade. Krščanska ekspedicija je sprejela odločitev, da se vrne v Toledo.
Jeseni leta 1225 se je Ferdinand ponovno srečal z Al-Bayyasi-jem v mestu Andújar in od njega zahteval, da mu preda gradove Borjalimal, Salvatierra in Capilla, da bi tako izpolnil zavezo o zadevi Navas. Al-Bayyasi mu je ponudil trdnjavo Baeza, ki je bila okupirana s strani Orden de Calatrava. Salvatierra in Borjalimal sta se hitro predala, medtem ko se je Capilla nekaj časa izmikal, vendar na koncu vendarle bil okupiran, po obleganju sredi leta 1226. Med obleganjem grada Capilla se razve novica o smrti Al-Bayyasi-ja, po nemiru cordobskih privržencev, ki so ga obtoževali, da je Kastiljcem pomagal pri napadu na Capillo. Po njegovi smrti, in kot posledica zavezništva z vassalage, se je Ferdinand III. zavzel za vse njegove posle, in, kljub temu, da je Baeza za pomoč prosil Jaen, je slednja bila osvojena 1. decembra. Ferdinand III. je dal mestni mandat Lope-ju Díaz de Haru.

## Ponovna združitev Kastilije in Leona
Po smrti njegovega očeta Alfonza IX., leta 1230, Ferdinandovi podporniki niso upoštevali njegove oporoke, prav tako so zahtevali prestol Leona, ki ga je kralj, Ferdinandov oče, zapustil svojima dvema hčerama, Sanchi in Dulce. Po ponovnem srečanju v mestu Valencia de Alcántara (30 kilometrov stran od mesta Benavente), kjer sta se srečali kraljici Teresa Portugalska in Berenguela Kastiljska, so se usmerili na Benavente, kjer so se takrat nahajali Ferdinand in nadškofi mest Santiago in Toledo. Tam se je 11. decembra 1230 podpisalo soglasje o mestu Benavente (Concordia de Benavente ali tako imenovan Tratado de las Tercerías ali Pogodba o postopkih tretjih oseb), v kateri se je govorilo o neizvedljivi oporoki Alfonza IX. in prenosu prestola Leona Ferdinandu, v zameno za nadomestilo v višini 30 000 enot takratnega denarja, ki bi naj pripadal Sanchi in Dulce, in prenos zemljišč, ki bi se ponovno izročila Kastiliji, ko bi dedinji umrli. Na ta način so se združili, z namenom, da ohranijo dvor, sledijo enakim zakonom in različnim institucijam. Leta 1231 je bil podpisan dokument s to vsebino, s strani papeža Gregorja IX. Istega leta so podpisali še eno pogodbo (Acuerdo de Sabugal) med Ferdinandom III. in kraljem Sanchom II. Portugalskim, s katerim so ponovno vzpostavili meje in iskali zavezništva za boj proti Islamu.
Leta 1231 je Rodrigo Jiménez de Rada prevzel mesto Cazorle v Jaenu, skupaj z nadškofom iz Toleda. Ponovno je organiziral ekspedicijo proti mestu Al Andaluz, kjer so bili kapitan Alvar Pérez de Castro, veliko plemičev in vitezov, kot na primer brata Pérez de Vargas Rodrigo González Girón in Tello Alfonso de Meneses, prav tako tudi Pero Miguel in Pero de Guzmán in še veliko drugih. Omejili so mesto Córdoba in napadli grad v mestu Palma del Río. Vodja Ibn Hud se je moral s svojimi četami soočiti z ekspedicijo v oljčnem nasadu blizu Jereza, kjer se je razvila prava bitka. Na koncu se je Ibn Hud umaknil in prepustil Jerez usodi, ko je označil kristjane za mogočen in čudovit plen.
Leta 1233 je vojska, organizirana s strani škofa iz metsta Plasencia, v kateri so sodelovali tudi vojaki, zajela grad Montiel, ki je bil zelo pomemben za red Santiago. Istega leta je Ferdinand pridružil mesti Baza in Úbeda. Leta 1234 so se vojaški redi ponovno polastili mest Medellín, Alange in Santa Cruz in okoli leta 1235 še mest Magacela in Hornachos. Leta 1226 je Ferdinand III. osvojil Chiclano de Segura, katero je leta 1235 izročil škofu iz Osme, ki jo je leta 1239 izročil redu Santiago, kot del komisije Montizón-Chiclana.

### Osvojitev Córdobe
Almohad, guverner Córdobe je leta 1235 s Ferdinandom III. podpisal premirje za obdobje enega leta. Za to je moral emir plačati 430 000 enot takratnega denarja (maravedíe). Kljub temu premirje ni preprečevala, da bi Kastiljci napadli obrambni zid, ki ni bil več odvisen od emirja , zaradi česar je zavzel gradove Iznatorafa in San Estebana. Tega leta je umrla Beatriz de Suabia in Ferdinand III. se je preselil na sever. Emir se je odločil, da ne bo plačal za to, za kar so se pogodili, in kristjani, vodeni s strani Dominga Muñoza iz Segovie so zavzeli predmestje Córdobe. Poleg tega so nekateri mavrski privrženci obvestili kristjane, da mesto ni varovano, in da bi ravno zaradi tega lahko zelo hitro dosegli in osvojili Ajarquío. Mala skupina vojakov se je odločila za to dejanje. Zgodilo se je januarja 1236. Ko je za to izvedel kralj, je združil vojaške moči z Leonom, Salamanco, Zamore in Tora in se odpravil proti Córdobi. Jaime I. Aragonski je zalezoval Valencio in Ibn Hud se je raje umaknil v Almerio in jo zaščititi s svojimi čolni, ker je menil, da je Córdoba že izgubljena. Mesto, zapuščeno s strani svojega emirja in nespodbudno oblegana, je kapituliralo 29. junija 1236. Kralj je kot guvernerja postavil Alfonza Télleza de Menesesa, kot vojaškega guvernerja pa Álvara Péreza de Castro.
Ferdinandu III. je mati svetovala, naj se ponovno poroči, in on je predlog sprejel. Da bi se izognila sorodstvenim odnosom med plemiči, je njegova mati poiskala pomoč pri svoji sestri Blanci, ki ji je priporočila Juano de Ponthieu. Prišla je iz Francije z delegacijo, ki je, ko je bil zakon v Toledu sklenjen, odšla. Poroko so praznovali v katedrali v mestu Burgos, novembra leta 1237, bila pa je odobrena s strani istega duhovnika, ki ga je poročil na njegovi prvi poroki, s strani škofa iz Mauricia.
Med letoma 1240 in 1243 so se njegova osvajanja razširila brez večjega odpora: osvojil je mesta Chillón, Gahete, Pedroche, Santa Eufemia, Ovejo, Setefilla, Hornachuelos, Almodóvar, Luque, Lucena, Santaella, Montoro, Aguilar, Baena, Écija, Marchena, Morón, Osuna in Estepa.
Ferdinandu III. so pristopili dve fronti, Murcia in Andaluzija. Murcio bo obdržal zase, medtem ko bo Andaluzijo prepustil svojemu prvorojencu. Alfonz je leta 1243 odpotoval v Toledo, kamor je prišel tudi kralj Murcie, Muriel, ki je hotel postati gospostvo Don Ferdinanda. Razlog za to je, da je Jaime I. Aragonski osvojil Valencio in Játivo, in se zdaj, združen z Alhamarjem, kraljem Jaena in Granade, namerava poslužiti tudi Murcie. Alfonz je sprejel polo in podpisal kapitulacijo Alcaraza in kasneje prečkal regijo in se začasno nastanil na trdnjavi Murcie. Alfonz je podpisal sporazum s Jaime-jem I. Aragonskim, katera je določevala meje razširitve aragonskih posestev proti jugu. Ta sporazum je služil kot uskladitev oblačil na poroki med Alfonzom Kastiljskim in Violanto, hčerko Jaimeja I. Leta 1244 sta se Rodrigo González Girón in Pelayo Pérez Correa združila z Alfonzom in skupaj so se polastili mesta Mula, ki je kapituliralo po napornem odporu, in mesta Cartagena, katero so dosegli zahvaljujoč floti, ki je prišla iz Cantabrie, in ki je bila uvod načrtu, ki jih je Ferdinand III. imel s Sevillo.
Mesto Jaen je bilo oblegano od 5. do 20. julija 1225, ko jo je branil Álvar Pérez de Castro, preden je le ta prekinil pogodbo, ki ga je vezala k služenju kralju Granade. Leta 1228 se je na to ozemlje vrnil Ferdinand III. in zajel vilo in gradove Castro ter odplul reko de la Plata. Leta 1230 je ponovno obdal Jaen ter obkolil še vso ostalo okolico. Leta 1245, ko je bil Ferdinand v Martosu, je Pelayo Correa poskušal zajeti Jaen, zato se je Ferdinand odločil vrniti, v spremstvu svojega mlajšega brata, Alfonza de Molina. S pomočjo ukazov Calatrave in še posebej Santiaga, je Jaen pripadel kraljestvu Arjona, katerega kralj je bil Áhmed ben Yúsuf ben Násar,znan tudi kot Aben Alahmar, ki je dokončno prenesel svoje kraljestvo v Granado. Zraven Martosa je Ferdinand III. zajel tudi mesto Ubeda. Obleganje je trajalo od sredine decembra 1245 do februarja 1246. Nazadnje je Alahmar predal Jaen in priznal premoč kralja Ferdinanda nad svojim ozemljem, zato je plačal polovico svojih prihodkov, kar je znašalo približno 150 000 enot denarja. Tako si je zagotovil preživetje Kraljevine Granade, ki je obstajalo še naslednji dve stoletji in pol.
Med marcem in aprilom leta 1245 je Ferdinand III. odšel na obisk do svoje matere, Berenguele, s katero sta se srečala v Pozi de Don Gil, kraj, kjer je Alfonz X. porazil Villo Real, ki je danes mesto Real (Ciudad Real). Mati mu je povedala, da je izvajala ukrepe v Kastiliji in Leonu, vendar da je bila preveč utrujena, da bi nadaljevala, zato se je odmaknila v samostan. Leta 1246, po tem, ko je osvojil trdnjavo Alcalá de Guadaira, je prejel novico o smrti svoje matere. Pokopali so jo v samostanu de las Huelgas, v mestu Burgos, v preprost grob. Njena vnukinja, ki je bila nuna v tem samostanu, se je leta 1251 odločila, da njene smrtne ostanke prenese v mavzolej v zboru, kjer so že bili ostanki njenih staršev, Alfonza VIII. in Leonor.

### Osvojitev Seville
Kralj Ferdinand III. je naročil Ramónu de Bonifazu pripravo flote, da bi lažje zajel pristaniško mesto Sevilla. Ta se je usmeril proti Cantabriji, kjer je dobil trinajst ogromnih ladij, zraven več galej, tj. vojnih ali trrgovskih ladij na vesla in nekaterih manjših ladij. Krščanska flota je napadla muslimansko, ki pa je bila v številčni premoči, na reki Guadalquivir, zato je Ferdinand III. tja poslal okrepitve. Na koncu so kristjani vendarle uspeli premagati muslimansko ladjo in tako izolirati Sevillo s pomočjo okrepitev iz Severne Afrike. 20. avgusta 1247 se je začelo obleganje mesta, vendar so ugotovili, da je Niebelski emir, Amen Amanfon, pošiljal okrepitve in zaloge živil od trdnjave San Juan de Aznalfarache, s pomočjo mosta za barke, ki so mimogrede bili zaščiteni z velikimi verigami, ki so preprečevale vstop drugim barkam. V tem obleganju je sodeloval tudi Ferdinandov sin, Alfonz X., ki je pošiljal opozorilne signale, da se bo z nožem spravil na prebivalce, če bodo zrušili eno samo opeko mošeje, ali en sam zidak njegovega minareta, bodočo Giraldo. Prav tako je sodeloval vitez Garci Pérez de Vargas. 
Ferdinand III. je poslal učitelja Pelaya Péreza Correo, da bi uničil grad mesta San Juan, da bi on lažje zavzel trg. Vendar pa je mesto še naprej prejemalo pomoč preko mosta, zato se je kralj Ferdinand III. odločil, da ga bo zrušil. Ramón de Bonifaz se je s svojo floto povzpel po reki vse do tega mosta, na katerem je 3. maja po dveh silovitih sunkih uspel zlomiti verige in zrušil most. 23. novembra 1248 je emir Alhahmar priznal premoč pred Ferdinandom III., in mu predal ključe mesta. Po osvojitvi Seville leta 1248 je območje Jereza leta 1250 postal zaščitni del Kastilije na meji s Kraljevino Granado, čeprav je bilo to območje dokončno prevzeto s strani Alfonza X. leta 1261.
Leta 1249 je monarh osvojil mesto Nebrija in leta 1250 grad Fontanar in njegovo vas, današnji Bornos. Leta 1251 je njegov sin, Felipe, ki je takrat imel 21 let, bil izbran za nadškofa na sveže obnovljenem sedežu v Sevilli, vendar se temu ni dovolj posvečal, ampak se je poročil s princeso Cristino Norveško. Sancho je pri svojih 18-ih letih bil imenovan za nadškofa Toleda. Niebelski emir, Ibn Mahfuz, je prepustil pravice do Algarve kastiljskemu kralju, v zameno za to, da bi on zaščitil kralja Portugalske, ki je takrat osvajal to ozemlje. Portugalski monarh je to vzel kot premirja, katerega sta s kastiljskim monarhom podpisala za obdobje 40-ih let. 
Ko je leta 1252 umrl, je pripravljal ekspedicijo proti Severni Afriki in poskušal preprečiti morebitne nevarnosti, ki bi lahko prihajale s tega območja.

## Politika
Poskušal je poenotiti in centralizirati administracijo kastiljskega in leonskega kraljestva, vzpodbujal je prevod sodniškega zakonika (Fuero juzgo) in vsilil kastiljščino kot uradni jezik svojih kraljestev, namesto latinščine. Na novo je razdelil osvojena ozemlja med vojaške rede, cerkev in plemiče, kar je pripeljalo do nastanka velikih posestev (latifundije). Naročil je izdelavo knjige Septenario, knjigo, katere tekst je bil orientiran na izobrazbo in filozofsko naravo ter govori o sedmih vejah liberalnih šol, vsebuje pa tudi nekatere pojme skupnega prava. Naročil je tudi izdelavo knjige plemstva in zvestobe, ki govori o političnem pravu in normah, ki urejajo dajatve za dobro upravljanje, ter vrline, ki morajo biti izpolnjene za izpolnitev teh obveznosti. Knjiga temelji na šolstvu in isidorski ter tomski doktrini. 
Na kulturnem in verskem področju je naročil dvig stolnice v Burgosu in Leonu. V njegovem času je nadškof Rodrigo začel z deli na stolnici v Toledu. Rektor kralja, Juan, je ustanovil stolnico v Valladolidu, in pozneje, kot škof Osune, zgradil to katedralo. Nuño, škof Astorge, je naredil stolp in samostan svoje katedrale. Lorenzo, škof Orensa, je postavil manjkajoči del na njegovem templju. Naročil je izgradnjo številnih cerkva, samostanov in bolnišnic. Tako on kot njegova mati sta izvedla številne potrebne donacije za izgradnjo.
Do leta 1237 je ustanovil Svet dvanajstih Modrecev, skupino dvanajstih ljudi, ki so mu pomagali, da bi postal dober vladar. Sporazum o njeni ustanovitvi ima zaključek njegovega sina, Alfonza X.. 
Leta 1240 je Ferdinand III. zaprl univerzo v Palenciji, ki je bila ustanovljena leta 1212 s strani Alfonza VIII. Kastiljskega, in jo preselil v Salamanco, ki je bila ustanovljena leta 1215 s strani Alfonza IX. Leonskega, ker po njegovo več ni delovala na nivoju, ki se je od nje pričakoval. Od tega trenutka naprej je Ferdinand III. posvečal veliko pozornosti in virov Univerzi v Salamanci, da bi postala ena najboljših Univerz v Evropi. 
Ferdinand III. je, zaskrbljen zaradi svojih osvajanj v Andaluziji, iskal socialni mir v Galiciji, zato se je nagibal v korist cerkvenih gospodov v boju, ki so ga imeli v občinah Compostela leta 1238, v Tuyu leta 1249 in v Lugu leta 1252 ter ustvaril lik predstavnika kraljeve oblasti, saj od tako daleč moči ni več mogel uveljavljati s tako učinkovitostjo.

## Dvor
Kralj si je zelo prizadeval, da bi na njegovem dvoru najbolj posvečal pozornost in pomembnost glasbi in dobri literaturi. Organiziral je turnirje in zabave, ki so jih prijetno dopolnjevali trubadurji in potujočo pevci. Med njemu bližnjimi trubadurji je bil Da Ponte, ki je sestavil verze, ki so prikazovali žalovanje ob smrti Ferdinandove prve žene, Beatriz. Trubadurja Domingo Abad in Nicolás de Romances sta bila po osvojitvi Seville nagrajena z dediščino vsak svojega fevda. Kralj je izmed vseh imel najraje Galicijske pesmi, ki se jih je naučil v času, ko je svojo mladost preživljal v Galiciji. Prav tako je bil zaščitnik umetnikov. Njegov sin, Alfonz X. Kastiljski, je bil velik pisatelj, izjavil pa je, da vso njegovo znanje dolguje predvsem svojemu očetu, saj mu je zaradi svojega interesa, ki ga je Ferdinand III. imel do literature, s tem dajal najboljša možna navodila. 

## Kraljeva smrt
Nekega dne je v seviljski trdnjavi kralj začutil, da umira. Prosil je, naj skličejo njegove otroke in mu prinesejo posvečeno hostijo ter križ. Ko je menih, ki je nosil hostijo le to pokazal Ferdinandu, je pred njim padel na kolena in si namestil vrv okoli vratu. Vzel je križ, ga večkrat poljubil in se z njim vdaril po prsih. Škof Seville, Remondo, ga je odvezal grehov in mu pobral vsa kraljeva oblačila. Kasneje je z Alfonzom govoril o njihovi družini in naročil, naj pripeljejo še njegova otroka iz prvih dveh zakonov, prisotna pa je bila tudi njegova trenutna žena, Juana de Ponthieu, ki je bila zelo žalostna. Prižgala je svečo, da bi jo odnesel v trenutku svoje smrti in, preden jo je držala, je Ferdinand dvignil roke proti nebu in izrekel svoje poslednje besede: 
Gospod, dal si mi kraljestvo, ki ga nisem imel, in čast in moč, ki ju nisem zaslužil: dal si mi življenje, ki pa ni trajno, saj je bila to tvoja volja. 
Gospod, zahvaljujem se ti in ti vračam kraljestvo, ki si mi ga dal, in ti ponujam svojo dušo. 

## Kraljev grob
Kraljevo truplo so pokopali v Seviljski katedrali tri dni po njegovi smrti. Ferdinand III. je v svojo oporoko zapisal, da ga morajo pokopati ob vznožju kipa device kraljev (la Virgen de los Reyes), ki naj bi bila podarjena monarhu s strani njegovega bratranca, kralja San Luisa Francoskega. Prav tako je zahteval, da mora biti njegova grobnica kar se da preprosta. 
Po kraljevi smrti je njegov sin Alfonz X. naročil, da naredijo mavzolej njegovih staršev, prevlečen s srebrom, in zraven podobe, ki ju predstavljajo, prevlečene s plemenitimi kovinami in dragimi kamni, kar je bilo sicer v nasprotju z željo njegovega očeta. Pred podobo device kraljev, ki jo je Ferdinand III. podaril Seviljski katedrali, so postavili portreta kralja in njegove prve žene, Beatriz de Suabie, kjer sta sedela v foteljih prekritih s srebrom. 
Sedeča podoba Ferdinanda III. je na sebi imela krono iz zlata in dragocenih kamnov. Podobno je bilo tudi s podobo njegove žene, Beatriz de Suabie. Te dragocenosti je zasegel kraljev potomec, kralj Peter I. Kastiljski , med vojno dveh Petrov v 14. stoletju, z izgovorom, da niso bile dovolj zaščitene. 
Monarh je v desni roki nosil meč s konico usmerjeno navzgor, bil pa je okrašen z rubinom in smargadom. Na kazalcu leve roke, kjer je bila nožnica meča, okrašena z okrasjem, je nosil zlat prstan z rubinom precejšnje velikosti. Ta prstan je bil kasneje prenešen na roko device kraljev, ki je, podobno kot Jezus, ki ga je držala v rokah, nosila zlato krono z dragimi kamni, ki jih je podaril Alfonz X. Kastiljski. 
Po smrti Alfonza X. so tudi njegovo podobo, enako kot pri njegovih starših, postavili na isto mesto, kot slednje. Vsi sarkofagi, ki so vsebovali ostanke kraljeve družine, so bili postavljeni ob vznožju podobe device kraljev, in okrašeni z grbi, v katerih so se videli gradovi, levi in orli - slednji je predstavljal družino kraljice Beatriz. 
Podoba, ki je predstavljala Ferdinanda III. je bila postavljena v središču kapele in na levi strani je bila podoba njegove žene. Ko je bil kralj leta 1671 kanoniziran, je bila njegova sedeča podoba iz trinajstega stoletja zamenjana z drugo, ki jo je ustvaril kipar Pedro Roldán, kateri naj bi jo po pričevanju ostalih naredil v le nekaj dneh, potem pa je bila pozlačena s strani hčerke slikarja Juana de Valdésa Leala. 
Trenutno je srebrna žara z ostanki Ferdinanda III. zazidana postavljena pred oltar, kjer stoji kip device zaveznice kraljev. Na steni, ki podpira žaro, so štirje nagrobni napisi, ki so napisani v arabščini, latinščini, hebrejščini in kastiljščini. Legenda pravi, da je vse štiri nagrobne napise postavil kraljev sin Alfonz X. 
Kraljevo srebrno žaro je izdelal zlatar Juan Laureano de Pina. Z izdelavo je začel leta 1690, vendar je zaradi finančnih težav ni mogel takoj dokončati. Proces izdelave je trajal vse do leta 1719, sodelovalo pa je več zlatarjev, saj je žara izdelana tako iz srebra, pozlačenega sreba, kot tudi iz brona. Zunanja žara pokriva notranjo krsto s steklenimi stenami, v kateri so ostanki monarha. 
Žaro, ki velja za eno izmed najpomembnejših del Seviljske baročne dediščine, je večino časa zaprta, čeprav se lahko odpre, da pokaže telo Svetega Ferdinanda, kot to počnejo 30. maja, na praznik Svetega Ferdinanda, ko častijo tiste, ki so zvesto služili državi. Zunanja žara, ki varuje notranjo, je prav tako okrašena, na način, da prikazuje slavo in vrline kralja Ferdinanda III. Kastiljskega, prav tako pa se na njej najdejo tudi motivi cvetlic in ostalega rastlinja.                           

## Kanonizacija
Za kanonizacijo, tj. proglasitev za svetnika, je zraven čudeža pomemben tudi sloves svetosti. Po smrti Ferdinanda III. in njegovem pogrebu v katedrali, je bilo moč zaznati duhovno energijo, ki je privlačila zveste Seviljčane. Papež Sikst V.  je leta 1590 potrdil, da je imel Ferdinand III. izpolnjene vse pogoje, da bi ga lahko smatrali kot svetnika, saj naj bi imel sij okoli glave, ki ga je dobil v Rimu. Omejitve papeža Urbana VIII. so prisilile, da se je to dejstvo pokazalo za resnično, in tako so leta 1649 lahko začeli s postopkom. 
Francisco López de Caro in Bartolomé Esteban Murillo sta poskrbela za zbiranje vseh slik, ki so v Sevilji obstajale z motivom kralja Ferdinanda III. Kastiljeskega. Začela sta z bakreno folijo, ki so jo hranili v kraljevi kapeli katedrale v Sevilli, ki je zelo spominjala na tisto, ki so jo naredili v Rimu pred leti. V isti kapeli so našli sliko v krčmi kralja Ferdinanda III., na kateri je kralj na kolenih molil pred podobo Očeta. V zboru katedrale je obstajala slika, na kateri sta emir Axataf ante Fernando III., naslikana s strani Francisca Pacheca leta 1634. 
Po zbiranju drugih portretov, se v Seviljski trdnjavi našli sliko kralja v dvorani veleposlanikov. Druga mesta, ki so jih obiskali, so bila Puerta de Jerez, frančiškanski samostan Svetega Diega, Puerta de la Carne, cerkev svete Marije Blance, samostan Svetega Clementeja in druge. V treh letih, od januarja 1649 naprej, so dosegli združitev več slik, ki so obstajale v mestu kralja Ferdinanda III., ki so ratificirale ugled svetosti te osebe. 
7. februarja 1671 so za svetnika proglasili papeža Klemna X.

### Kraljeva lastništva
Sveti Ferdinand je lastnik različnih mest, kot so: Sevilla, Aranjuez, San Fernando de Henares, Maspalomas (Gran Canaria), Villanueva del Río y Minas, San Fernando de Apur in Pivijay. 
Od ustanovitve škofije San Cristobal de la Laguna leta 1819, je Ferdinand III. solastnik škofijske katedrale. To pa zato, ker je ta škofija odvisna od nadškofije v Sevilli, katere zavetnik je Ferdinand III. skupaj z zavetnico kraljev. Sveti Ferdinand je prav tako pokrovitelj Univerze v La Laguni, saj je bila ta institucija ustanovljena pod imenom Literarna Univerza Svetega Ferdinanda. 
Ferdinand je med obleganjem Seville uporabljal zastavo s podobo Device Marije. Muslimani so bili prepričani, da bi uničenje te zastave pomenila velik udarec za moralo krščanskih vojakov, zato so v krščanski tabor poslali majhen kontingent, ki je poškodoval zastavo. Ferdinand je za ta dogodek povedal duhovniku Remondu, ki mu je svetoval, naj zastavo pošlje krojačem, da jo popravijo, vendar se je kralj odločil, da jo popravi kar sam. Za to je bil imenovan za starejšega brata katoliškega krojaškega združenja Bratstvo, ki je bilo prvo takšno združenje, ki je obstajalo po ponovni osvojitvi. Ta bratovščina je kot zavetnika imela Svetega Mateja in Svetega Homobona, kasneje pa še devico zaveznico kraljev, ki je bila tudi zavetnica krojačev, prav tako pa tudi Svetega Ferdinanda, ko so ga razglasili za svetnika. Ta bratovščina obstaja še danes pod imenom Hermanidad de la Virgen de los Reyes, in ima svoje čaščenje v cerkvi Svetega Ildefonza. 

## Zakoni in potomstvo
Ferdinand III. Sveti se je poročil novembra 1219 v samostanu San Zoilo, v provinci Palencia z Beatriz de Suabia, hčerko romanskega kralja Felipeja de Suabia in Irene Angelo, hčer ustanovitelja vzhodnega rimskega cesarstva, Isaaca II. Angela. Imela sta 10 otrok:
- Alfonz X. (1221-1284), kralj Kastilije in Leona po smrti svojega očeta, Ferdinanda III.
- Fadrique (1223 -1277), leta 1277 je bil usmrčen, po naročilo svojega brata, Alfonza X., in kasneje pokopan v samostanu v mestu Burgos

- Fernando (1225-1248), umrl je med osvojitvijo Seville leta 1248
- Leonor (1225-?), umrla je v mladosti
- Berenguela (1228-1279), bila je nuna v samostanu Svete Marije v mestu Burgos, kjer je bila tudi pokopana
- Enrique (1230-1303), s strani papeža Klemna IV. je bil imenovan za senatorja Rima
- Felipe (1231-1274), Sevijlski nadškof
- Sancho (1233-1261), nadškof Toleda in Seville
- Manuel (1234-1283)
- María (1235-1235)

Ko je Beatriz umrla, se je Ferdinand III. poročil še enkrat. Njegova druga žena je leta 1237 postala Juana de Ponthieu, s katero je imel pet otrok:
- Fernando (1238-1264), grof in baron, umrl je v Franciji
- Leonor (1240-1290)
- Luis (1242-1269)
- Simón  (1244-¿?), umrl je v mladosti
- Juan (1245-1245), umrl je ob rojstvu